# Samsung Galaxy A14
O Samsung Galaxy A14 é um smartphone Android da linha Galaxy A projetado e fabricado pela Samsung Electronics. O Samsung Galaxy A14 5G foi anunciado no dia 4 de janeiro de 2023, e o Samsung Galaxy A14 foi anunciado em 28 de fevereiro de 2023.